# Orange (Farbe)

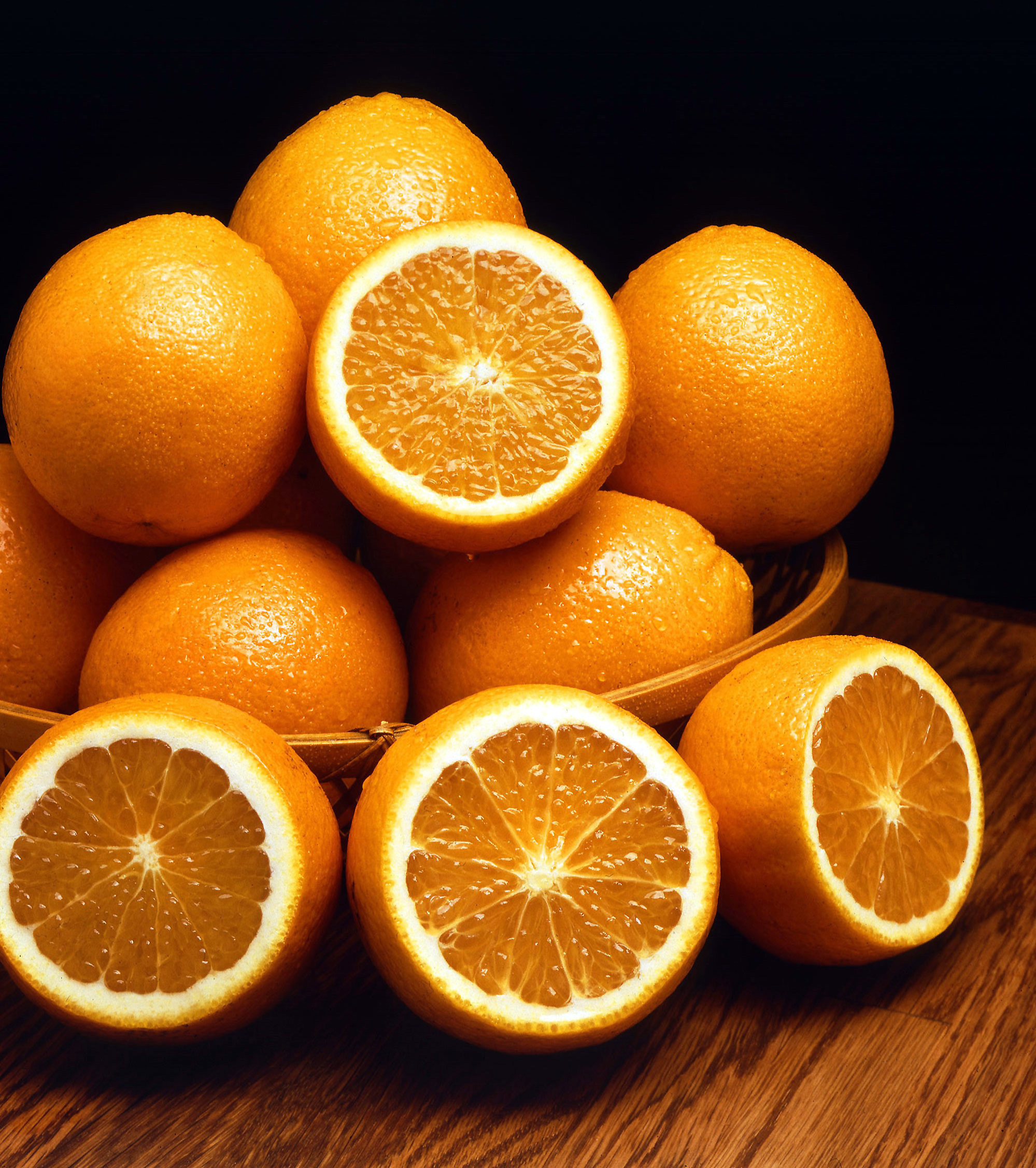
Die Frucht: Orange

Orange ([oˈʁɑ̃ːʒ], auch [oˈʁaŋʃ]; auch Rotgelb) ist der Farbreiz, der wahrgenommen wird, wenn Licht mit einer spektralen Verteilung ins Auge fällt, bei dem Wellenlängen überwiegend zwischen 575 und 595 nm liegen. Licht mit dieser Eigenschaft kann als Körperfarbe remittiert sein.

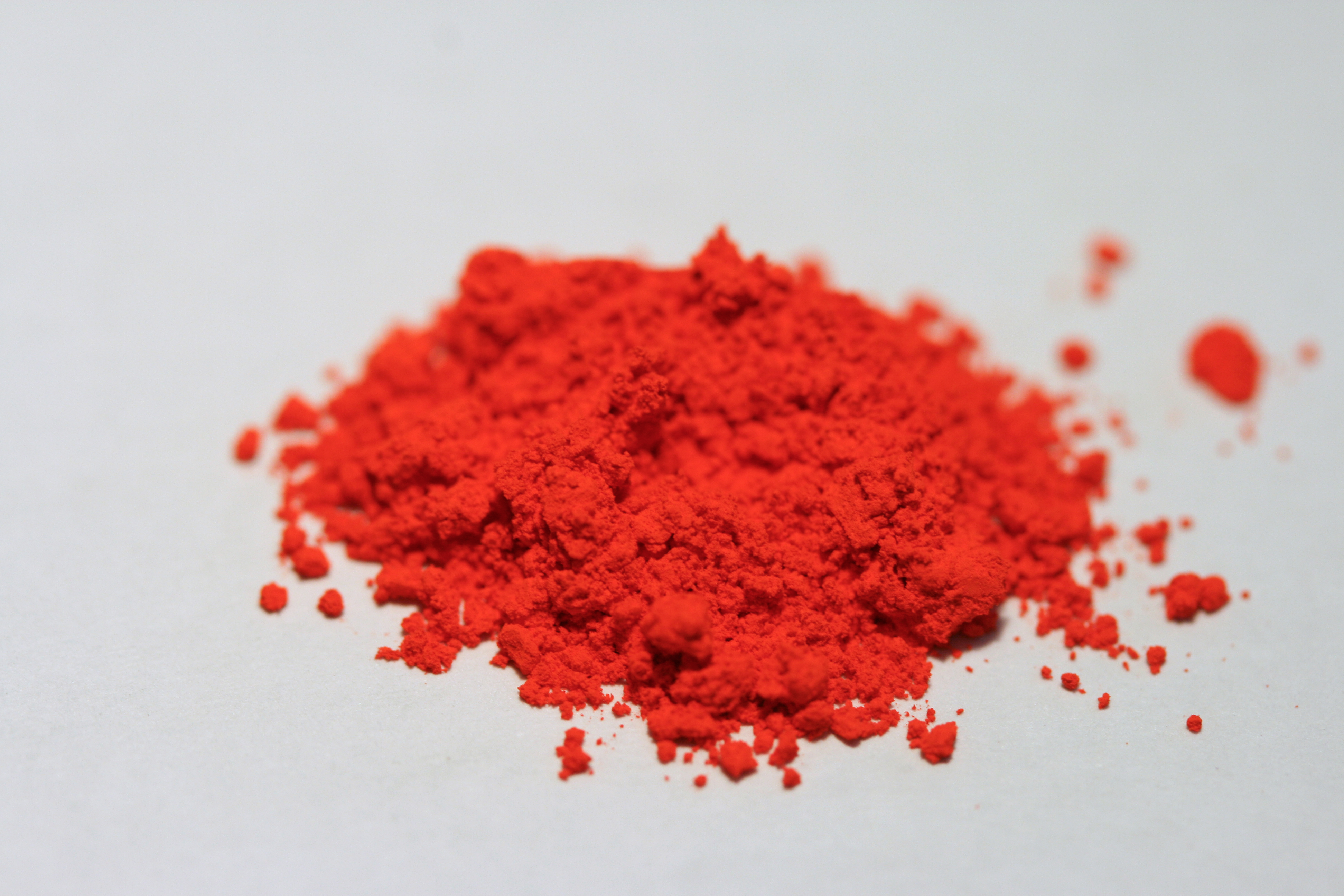
Pigmentpulver Echtorange

## Farblehre
| FFA000 | FF8000 | E57917 | FF5300 |

Beide Farbflächen sind in RGB = {209,134,00} ≈ orange, der Eindruck „Braun“ entsteht durch das umgebende Grau.

Orange ist in der additiven Farbmischung das Ergebnis der Addition der Primärfarben Grün und Rot und gilt so als Sekundärfarbe. Dies ist die Farbmischung der Lichtfarbe. Das genutzte Rot sollte als Grundfarbe schon ein Orangerot sein. Für Körperfarben lässt sich Orange entsprechend aus einem roten und einem gelben Farbmittel im geeigneten Verhältnis ermischen.
Ein Orangeton mit geringer relativer Helligkeit wird als Braun bezeichnet. Dabei spielt, wie das Bild zeigt, die relative Helligkeit der Umgebung der Farbfläche eine wichtige Rolle. Ein Orangeton mit hohem Weiß-Anteil wird zumindest in Mode und Design oft als Apricot bezeichnet. Ein zu Rot tendierender Orangeton wird als Zinnober oder in einer pastellenen Variante als Koralle bezeichnet, ein zu Gelb tendierender Ton als Goldgelb, Gold oder Safran. Werden diese als eigene Objekte betrachtet, sind es im additiven Farbraum „Quartärfarben“.
Bei der Darstellung von Farben in Webbrowsern lassen sich orange Töne innerhalb des RGB-Farbraumes darstellen. Die Verwendung des Farbnamens „orange“ im HTML als Webfarbe zeigt diesen Farbton, gleichberechtigt dazu ist die Verwendung von RGB = {255,165,0} in Dezimal- oder FFA500 in Hexadezimaldarstellung.

## Psychologie

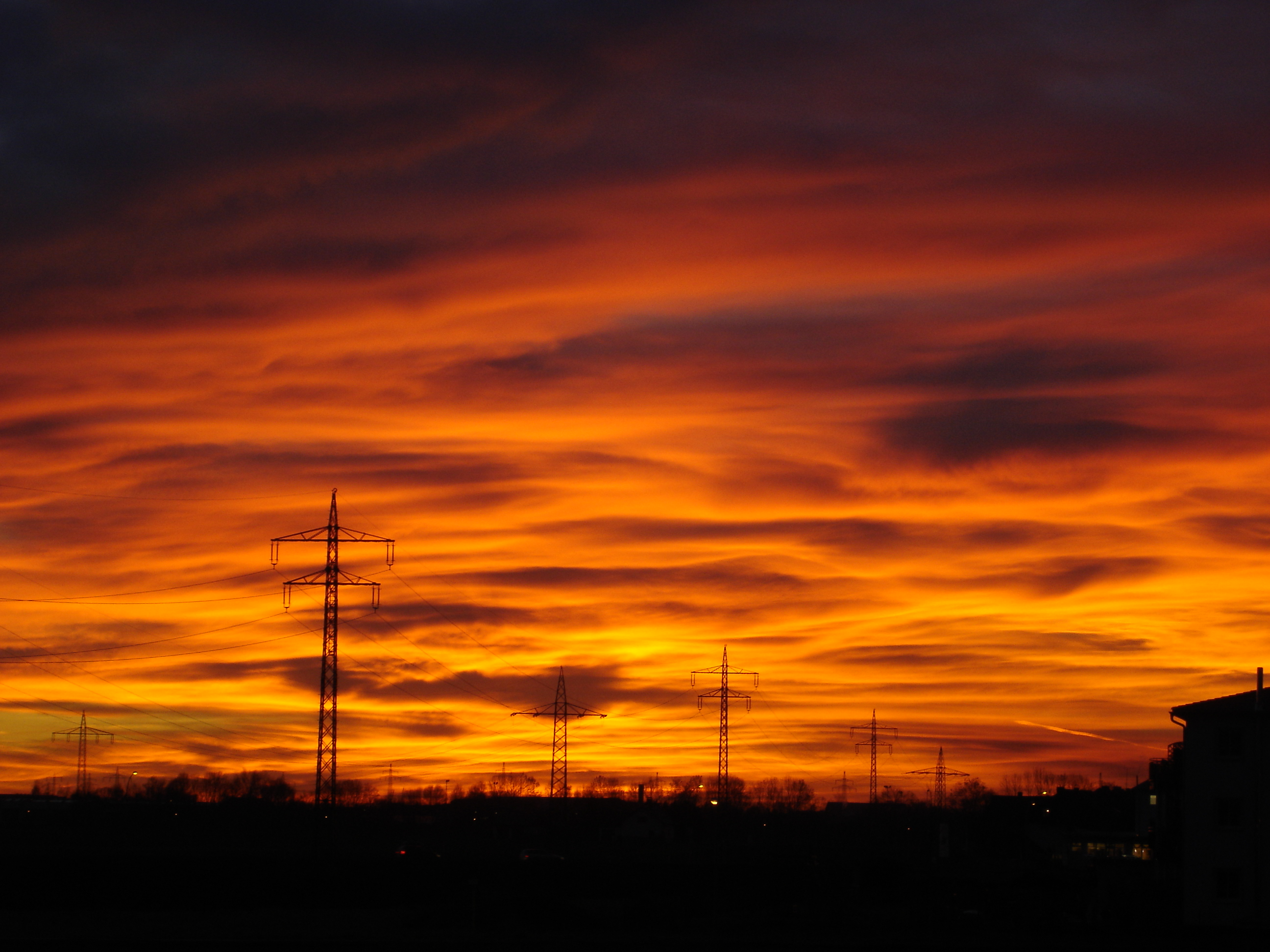
Orangetöne beim Sonnenuntergang

Die Farbe wird in ihren Tönungen für Erfrischung, Fröhlichkeit und Jugend gesetzt. Sie steht ebenso für Freude und Reife.
- Orange gilt in der Psychologie als stimmungsaufhellend, stimulierend und wird mit Lust verbunden.
- In Kombination mit Terrakotta-Tönen betont es einen „mediterranen“ Stil, wirkt belebend und optimistisch.
- In der Tiefenpsychologie steht es für Kommunikation und den Wunsch nach Einheit.

Orange zählt zu den weniger populären Farben, es gibt aber kulturelle Unterschiede. So legen informelle Umfragen nahe, dass es in vielen Teilen Asiens auf Menschen positiver wirkt. Dies wird meist mit anderen Assoziationen in den Kulturkreisen erklärt, wie im Abschnitt Religion ausgeführt. Zudem besteht nach Umfragen ein gewisser Zusammenhang mit dem Geschlecht. Orange scheint bei Männern beliebter als bei Frauen. Auch in Deutschland zählt es laut Umfragen zu den unbeliebteren Farben. In den Niederlanden hingegen reagieren die Menschen darauf eher positiv, da sie es mit dem „Symbol des Königshauses Oranien“ und im Nachhinein mit der „Trikotfarbe der Fußball-Nationalmannschaft verbinden“.

## Signalfarbe

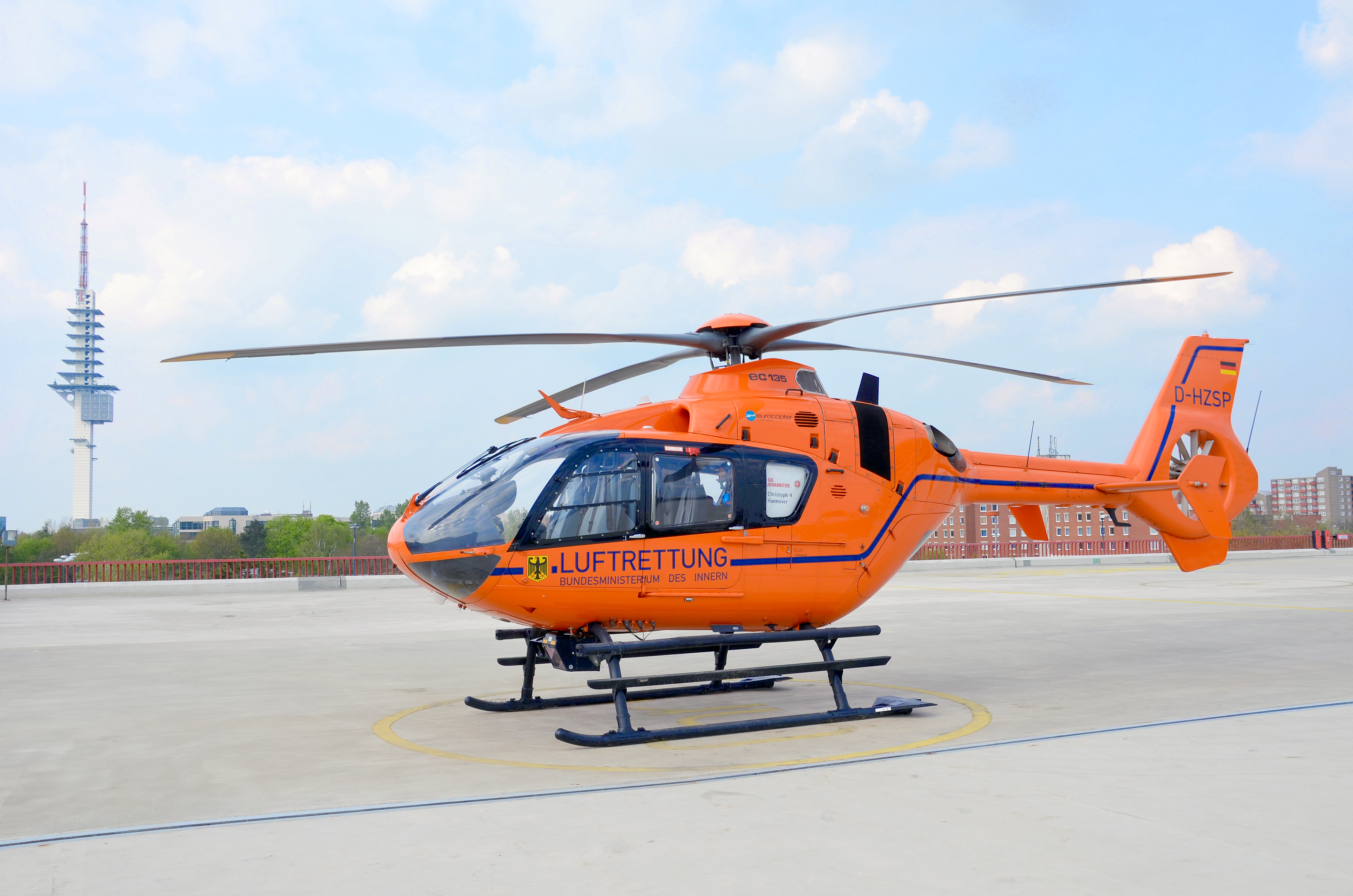
Der Rettungshubschrauber Christoph 4 Hannover auf dem Dach der MHH

Orange ist eine Warnfarbe, sie wird im Straßenverkehr und in der Gefahrengutkennzeichnung (Gefahrensymbole) eingesetzt. Die mit „Reinorange“ bezeichnete RAL-Farbe hat die Farbnummer RAL 2004 und die RGB-Koordinaten R = E7, G = 5B und B = 12. Es ist die Farbe des Katastrophenschutzes. Orange ist durch den Rotstich auffälliger als ein bloßes Gelb. In Deutschland werden häufig Kommunalfahrzeuge wie Müllwagen, Kehrmaschinen und Schneepflüge, auch Arbeitswagen der Nahverkehrsunternehmen orange angestrichen. Zudem gab es in den 1970er Jahren zwei Versuche, Reinorange als unternehmensübergreifende Standardlackierung für öffentliche Verkehrsmittel festzulegen. Dies war zum einen das europäische Projekt Eurofima-C1-Lackierung und zum anderen das Schweizer Projekt VST-Einheitslackierung.

## Religion

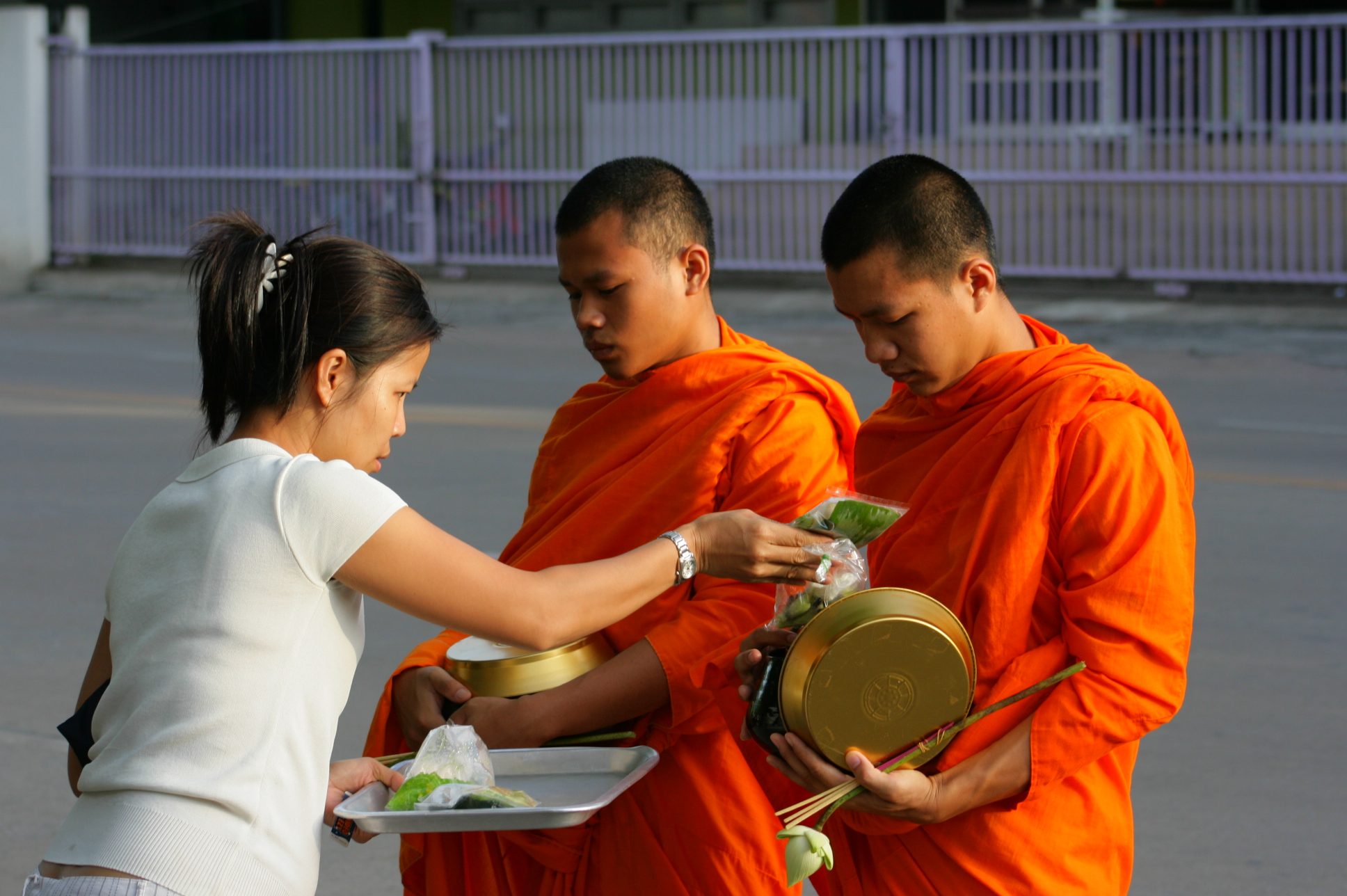
Buddhisten in Thailand beim Dāna

Im Hinduismus und (besonders südöstlichen) Buddhismus spielt Orange eine wichtige Rolle. Die Gewänder einiger buddhistischer Mönche sind in dieser oder ähnlichen Farben gehalten, teils aus praktischen Gründen, teils wegen Assoziationen mit Schlichtheit und Entsagung. Im tantrischen Hinduismus, im tantrisch-buddhistischen Vajrayana, im Yoga, in der Traditionellen Chinesischen Medizin (TCM) und daraus folgend in einigen esoterischen Lehren werden die postulierten subtilen Energiezentren zwischen dem Körper und dem subtilen Körper des Menschen als Chakren bezeichnet. Die Farbe Orange wird mit ihrer Frequenz dabei dem zweiten, dem Sakralchakra zugeschrieben. Im tantrisch geprägten Kulturkreis Indiens steht es für selbstlosen Dienst, Mönchtum und Entsagung.
In Nordirland ist es im Hinblick auf den Oranier-Orden ein Zeichen für Protestantismus. Als Zeichen der evangelischen Kirchen wurde Orange beispielsweise beim deutschen evangelischen Kirchentag 2007 verwendet.

## Design und Mode

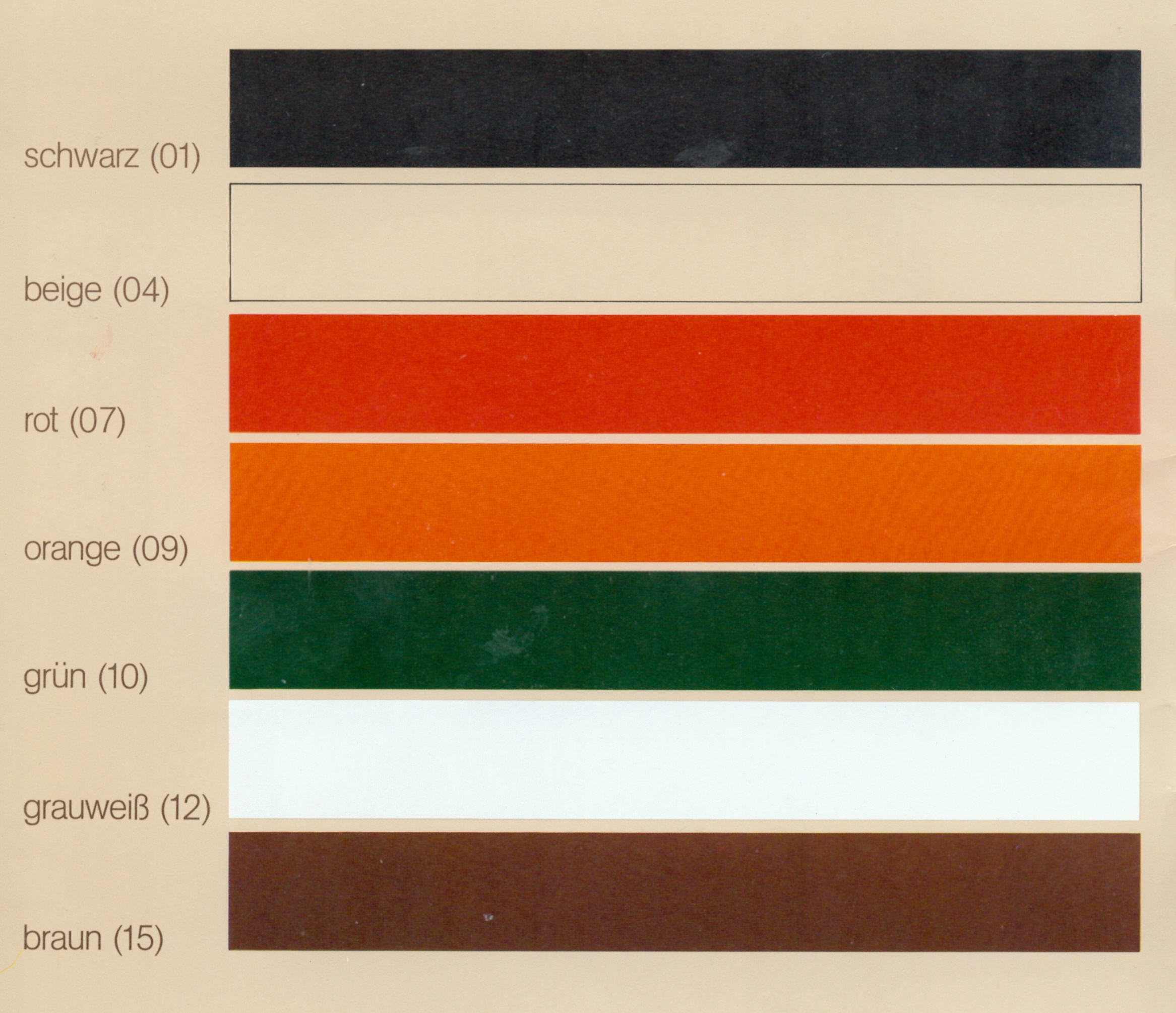
Farbpalette der 1980er Jahre

In den 1960er und 1970er Jahren war Orange in Kleidermode, Architektur und Produktgestaltung eine verbreitete Modefarbe. Intensive Orangetöne gelten als poppig, leicht abgetönte Orangetöne galten als mediterran. Die Modebranche greift zudem oft auf diese leuchtenden Töne zurück. Dafür werden Orangetöne und orange Farbtöne in der Modebranche oft mit atmosphärisch-metaphorischen Farb-Bezeichnungen versehen: Apricot (Pastellton, Orange mit Weiß), Karamell (braunstichiges Orange), Curry (Farbton zwischen Beige, Gelb und Orange), Cognac (orange-stichiges Braun).
Ungefähr ab den 1980ern, die für deutlich kühlere Farbtöne bekannt wurden, war der Höhepunkt dieses Trends überschritten und auch wegen Verbindungen mit Billigem, Kunststoff und Aufdringlichkeit Orange als Modefarbe lange nicht mehr so gefragt.

## Kampfsport
In vielen Kampfkünsten, wie Jiu Jitsu, Judo und Karate, wird ein Gürtel (jap. Obi) als Teil der Kampfsportkleidung (jap. Keikogi) getragen. Der orangefarbene Gurt repräsentiert den Kenntnisstand des Budoka und ist den unteren Schülergraden (jap. Kyū-Grad) vorbehalten.

## Politik
Parteien nutzen die Leuchtkraft von Orangetönen manchmal als Grundfarbe zur Identifizierung und mit dem ausdrucksstarken Farbendreiklang Orange-Rot-Grün für Kennzeichnungen von parteipolitischen Unterlagen. Gebrochene Orangetöne sind wiederum Angriffsmöglichkeiten der Opposition.
Für die Präsidentschaftswahlen in der Ukraine 2004 hatte Wiktor Juschtschenko Orange als Wahlkampffarbe gewählt. Durch Wahlfälschung war er zunächst unterlegen, was zu einer Wahlwiederholung mit seinem Sieg führte. Der Proteststurm wurde folglich „orangefarbene“ Revolution genannt.
Einige politische Parteien nutzen Orange als Kennfarbe, in Deutschland die Ökologisch-Demokratische Partei und die Piratenpartei Deutschland, in Österreich das Bündnis Zukunft Österreich, in Spanien Ciudadanos, in der Türkei die AKP, in Polen Twój Ruch und in Indien die Bharatiya Janata Party.

## Galerie

Verschiedene Orange-Töne in der Natur
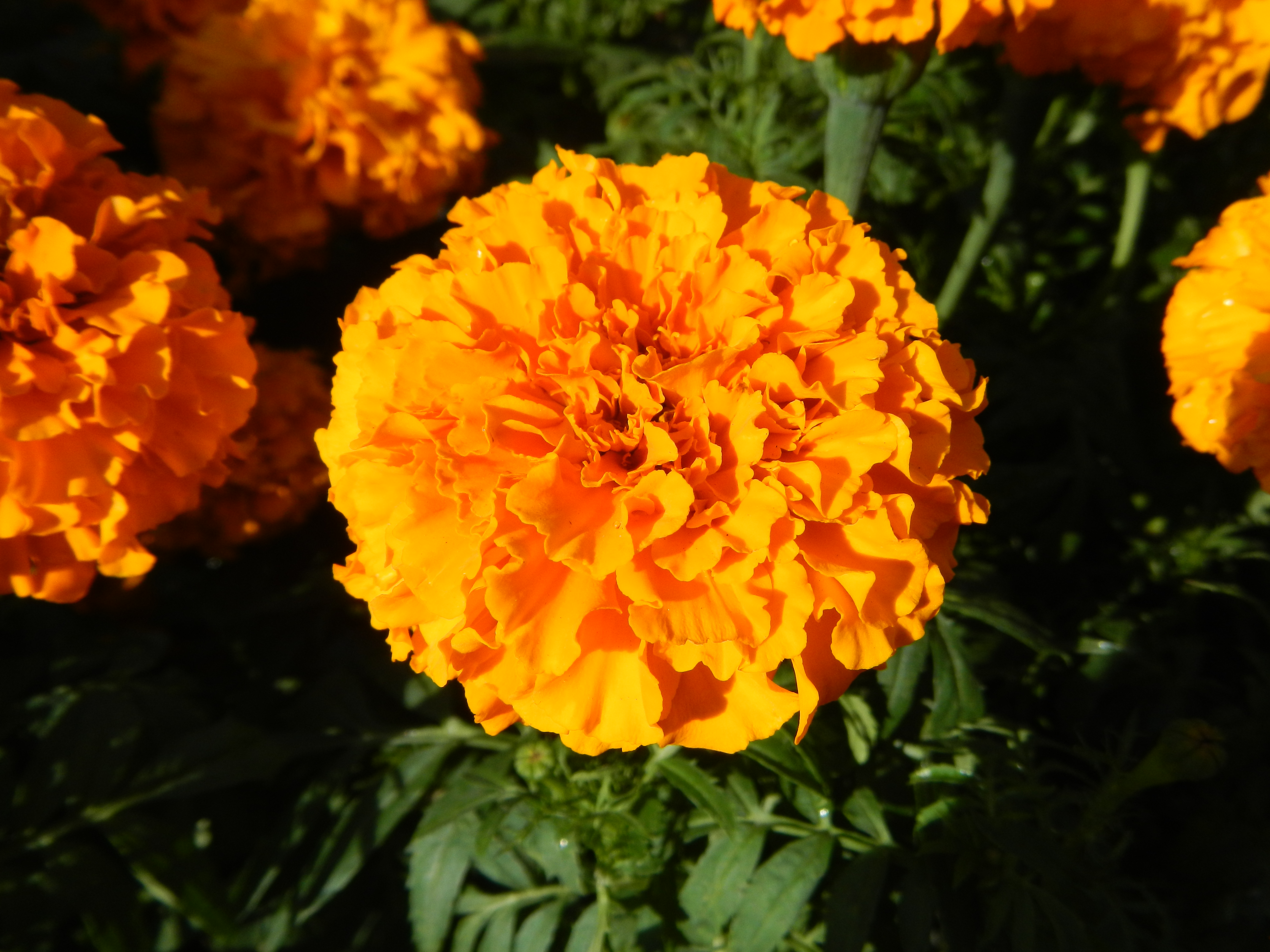
Gold-orangefarbene Tagetes
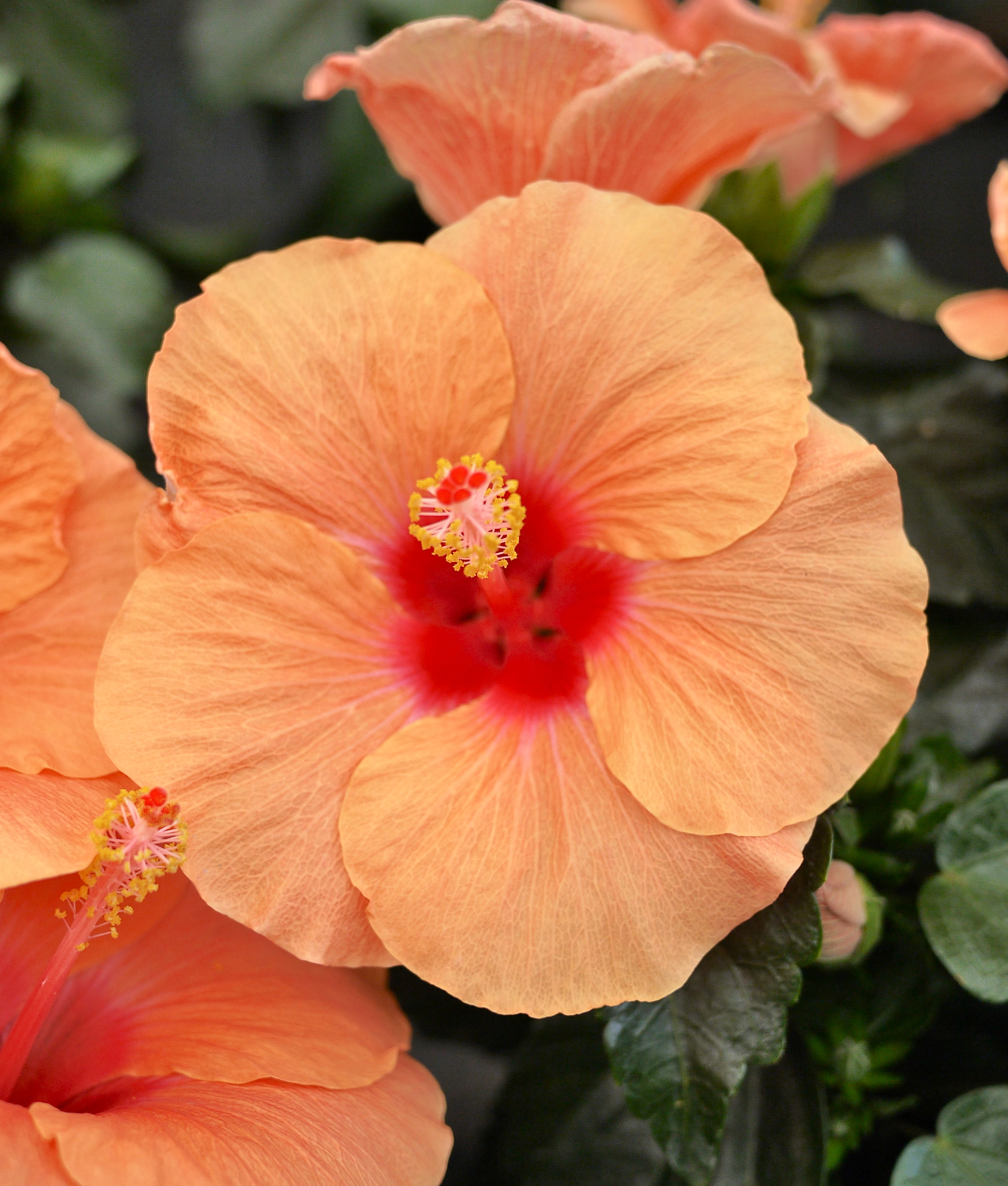
Apricotfarbener Hibiscus
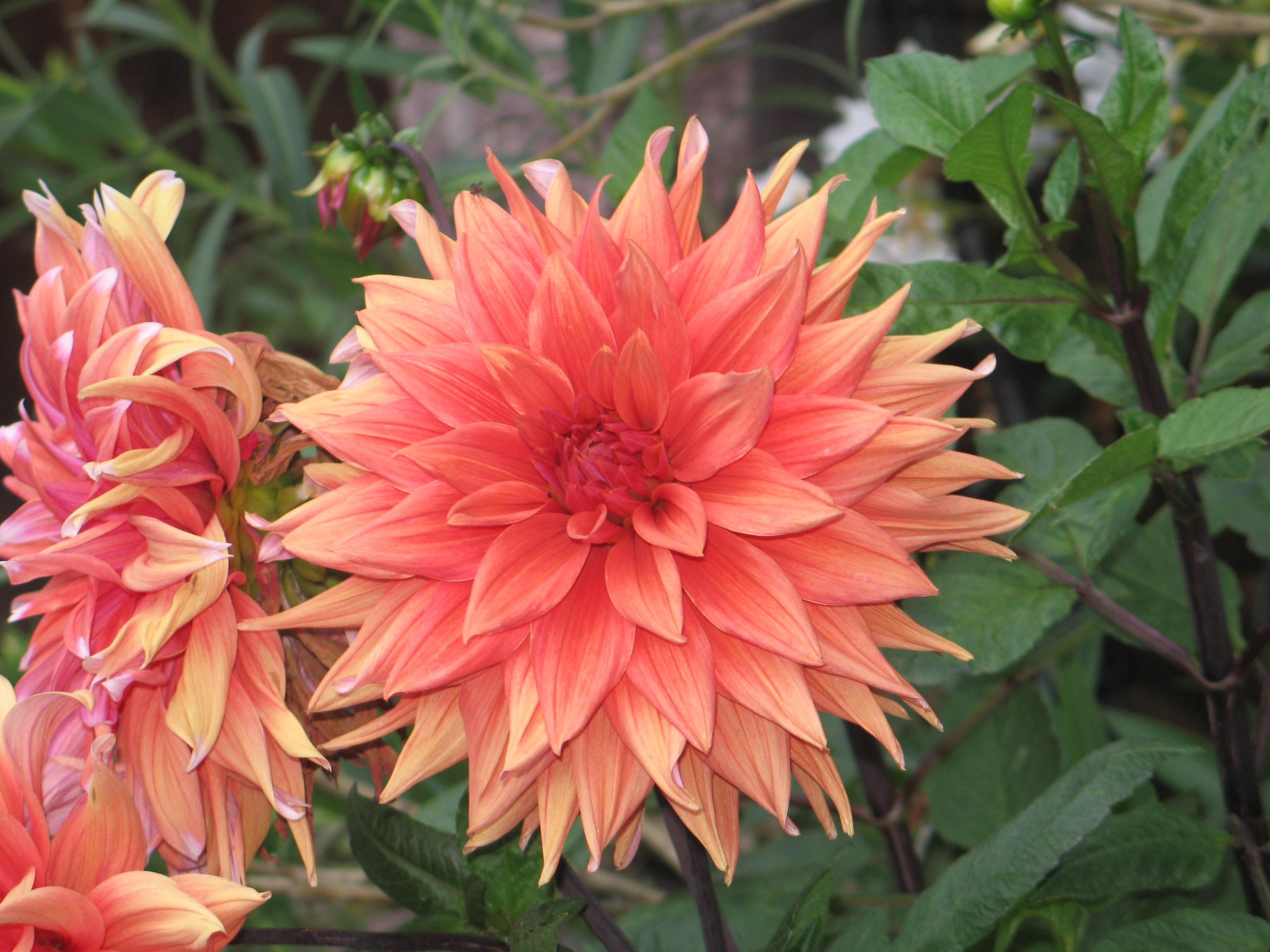
Korallenfarbene Dahlie
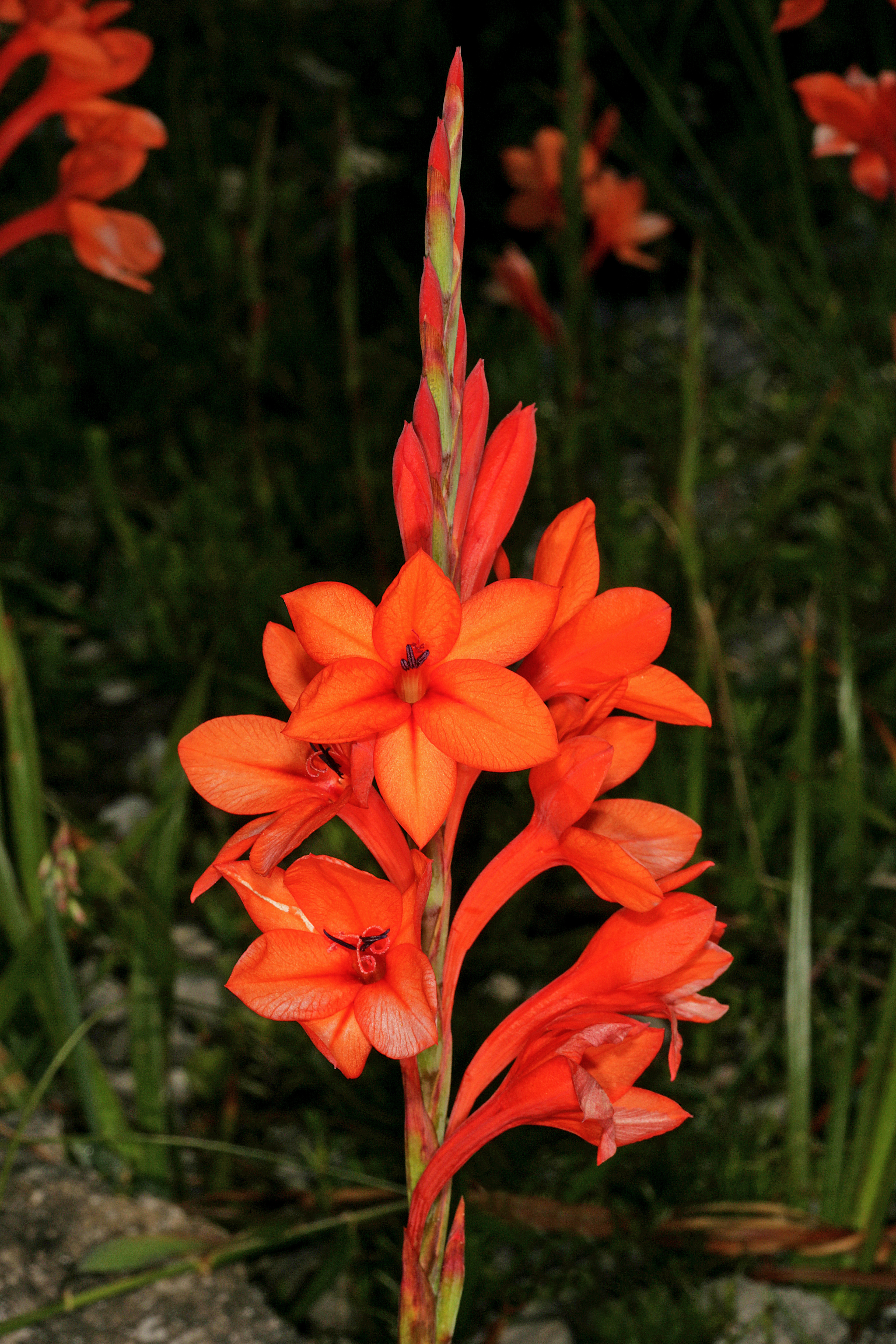
Watsonia stenosiphon
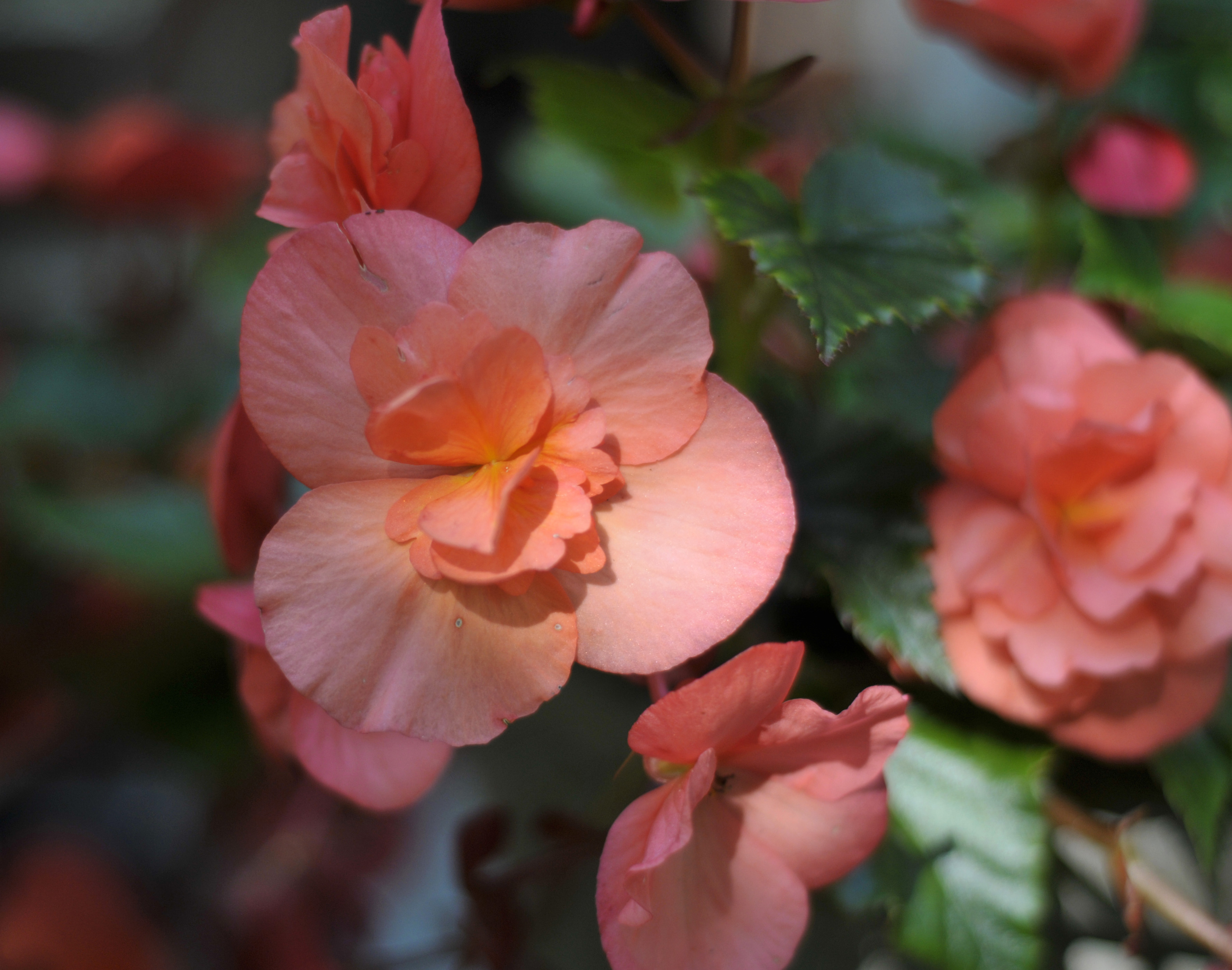
Korallenfarbene Begonie
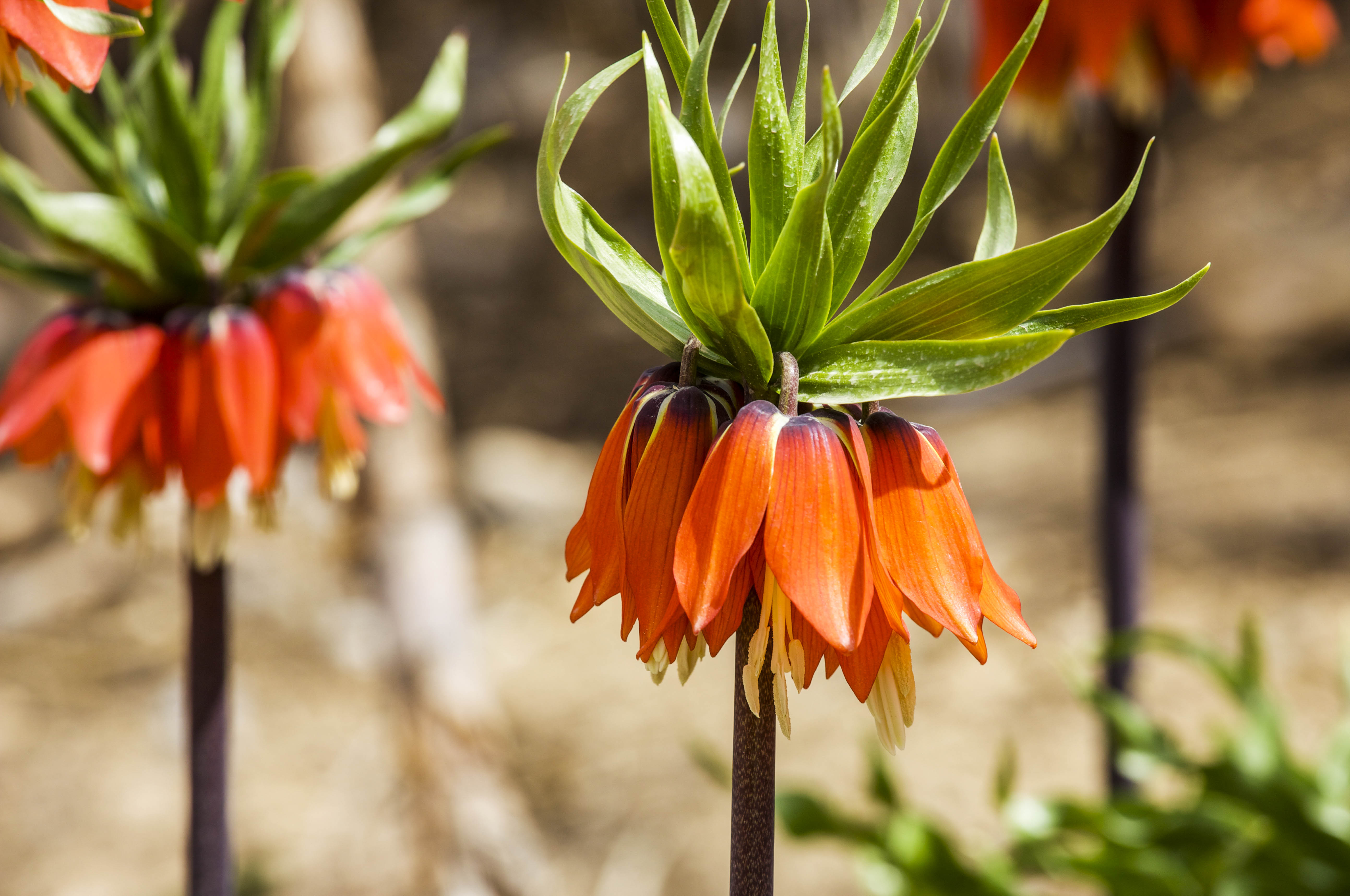
Kaiserkrone Fritillaria imperialis
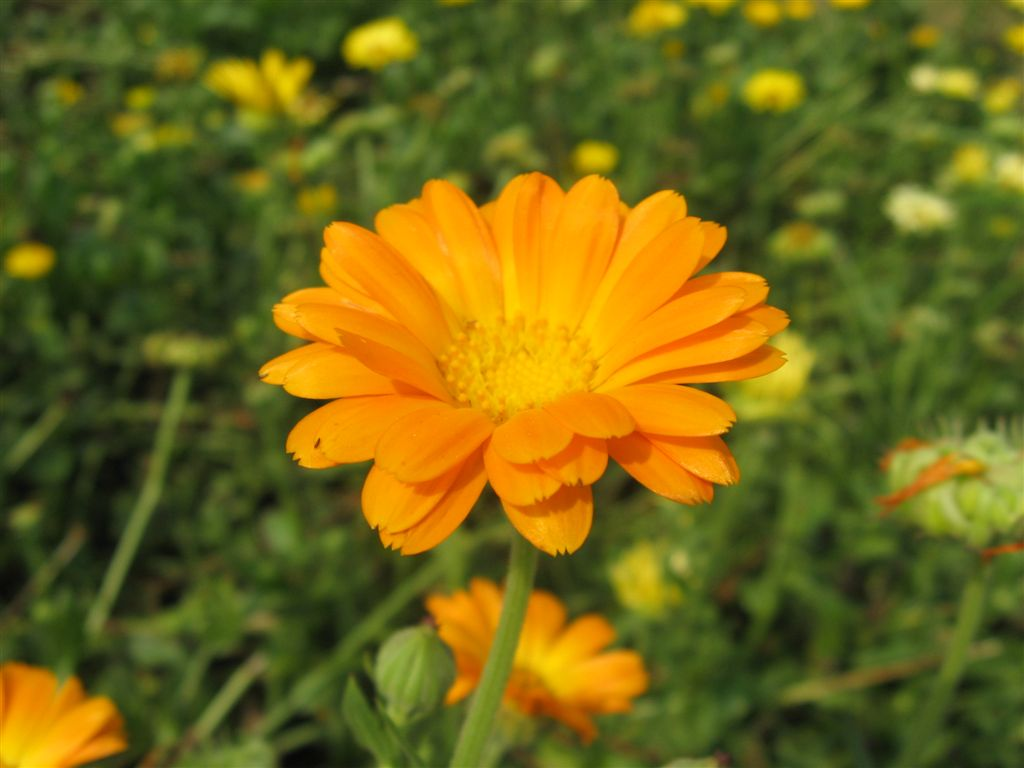
Ringelblume Calendula officinalis
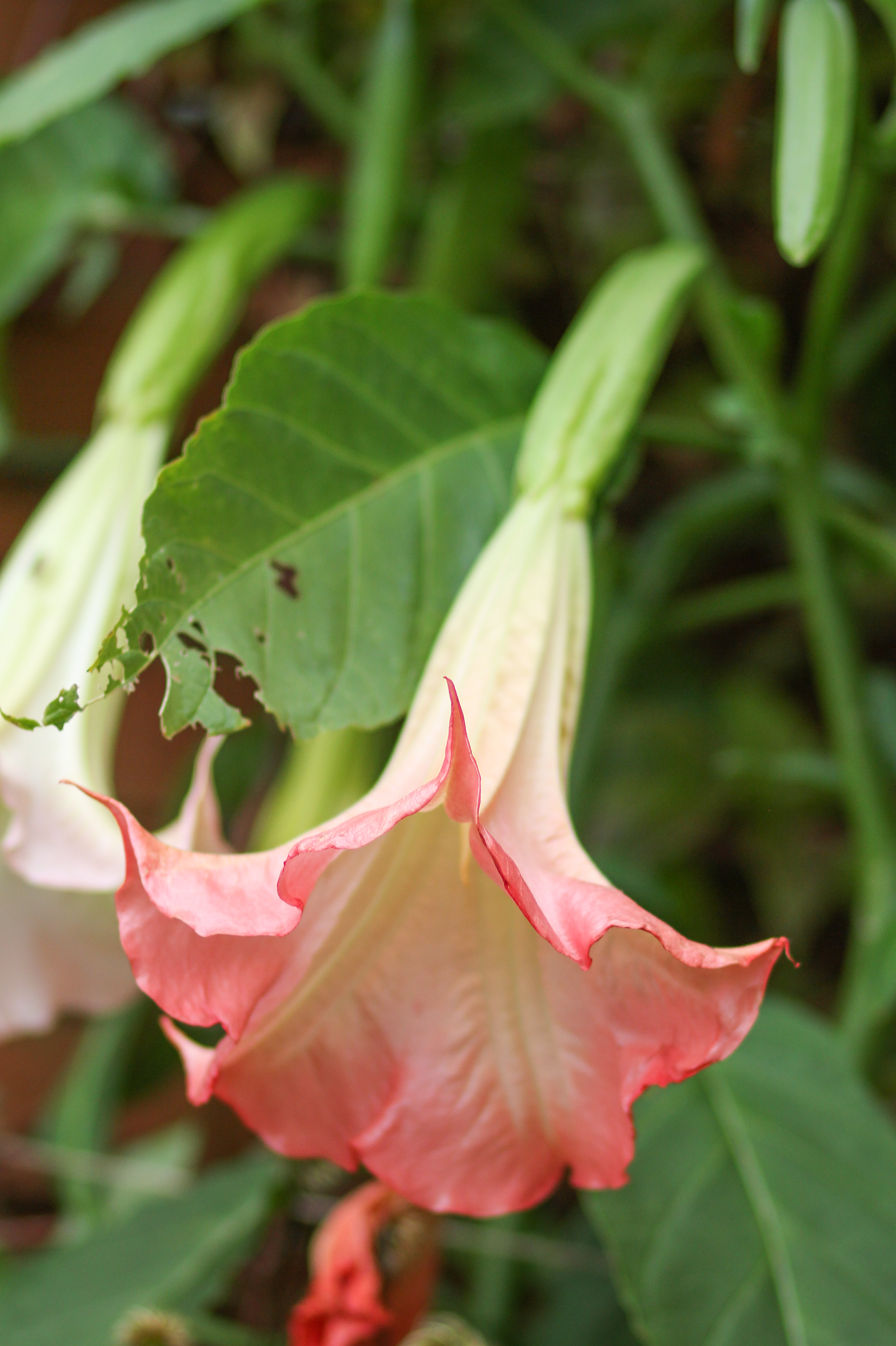
Engelstrompete Brugmansia
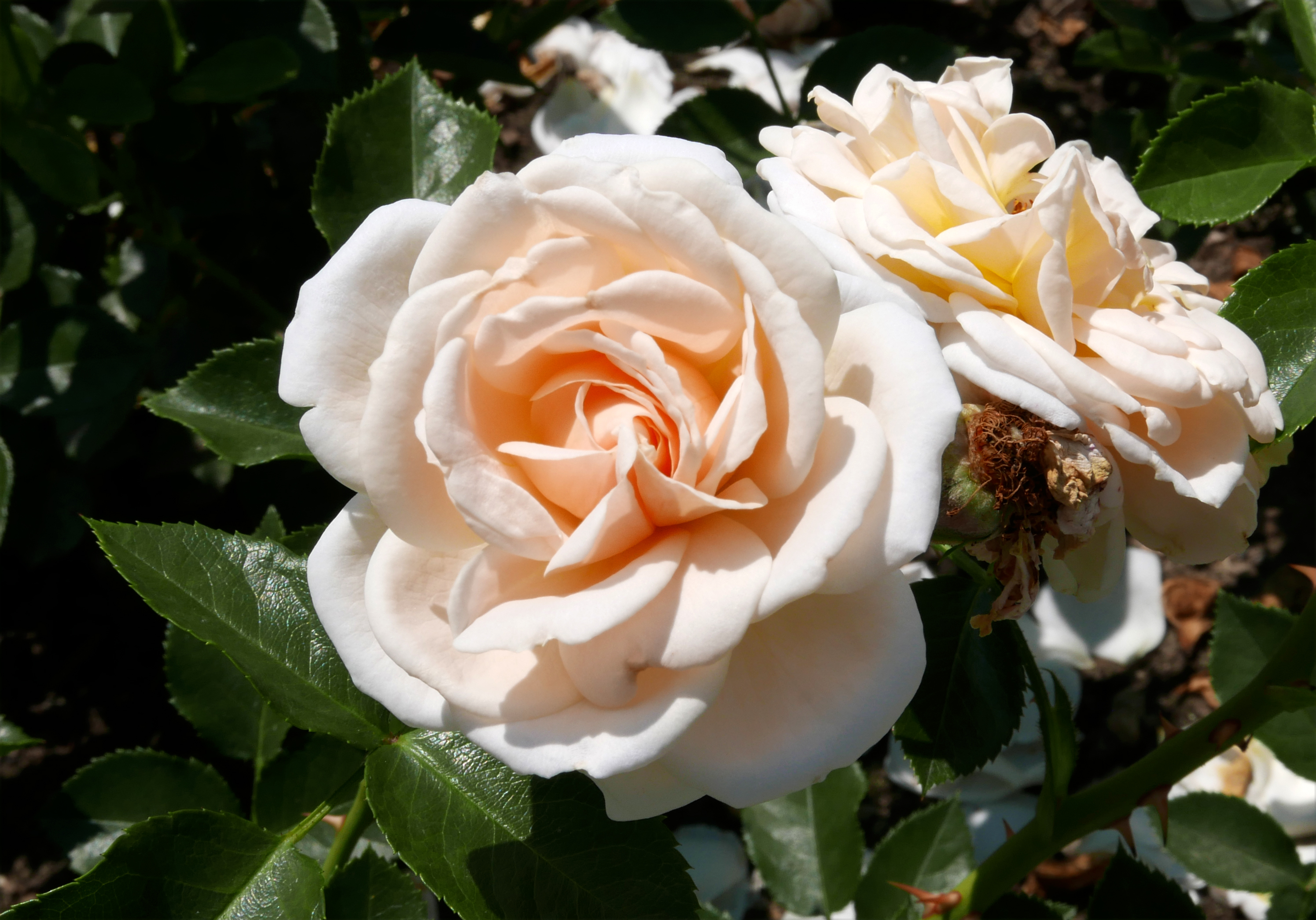
Blassapricotfarbene Rose 'Isarperle'
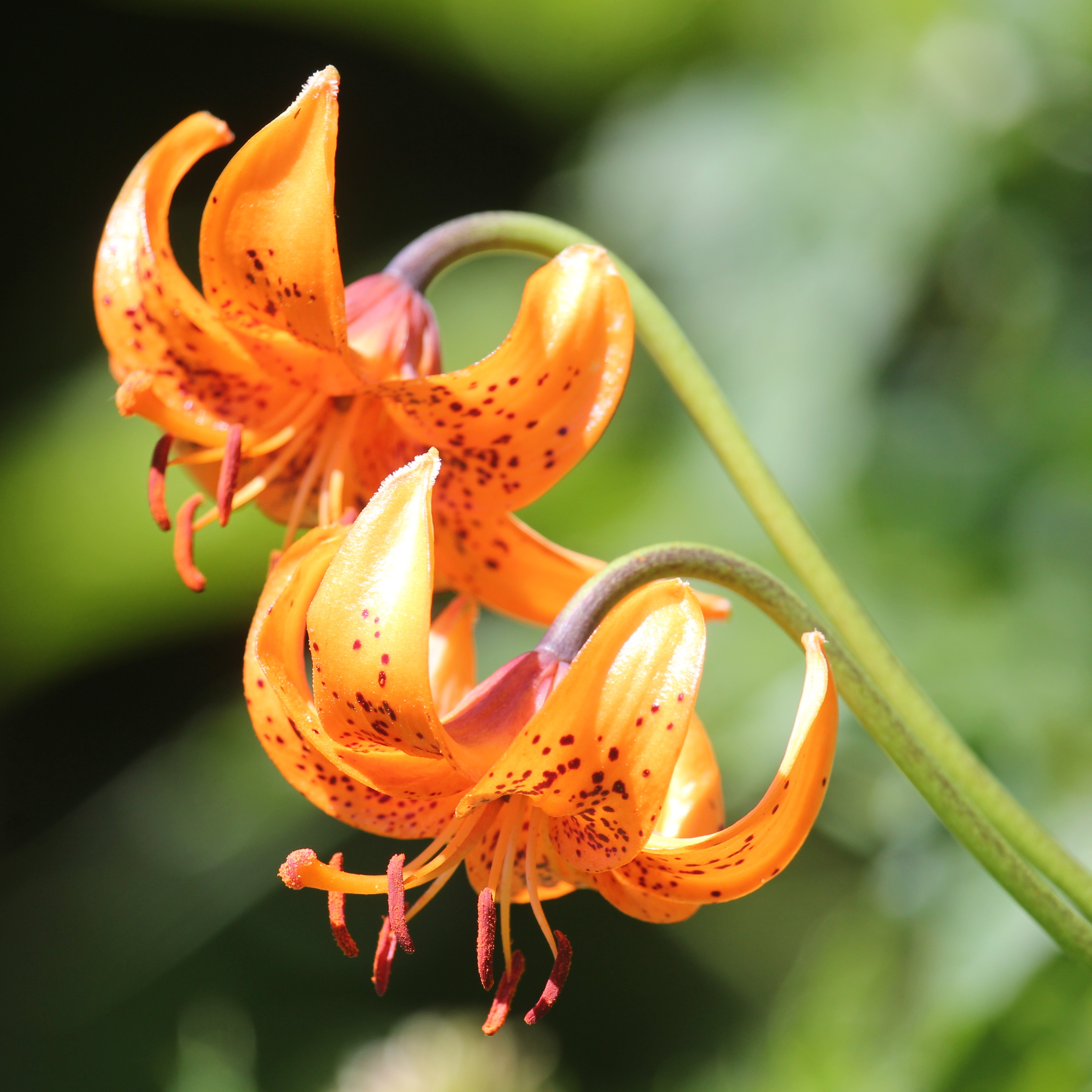
Lilie (Lilium medeoloides)
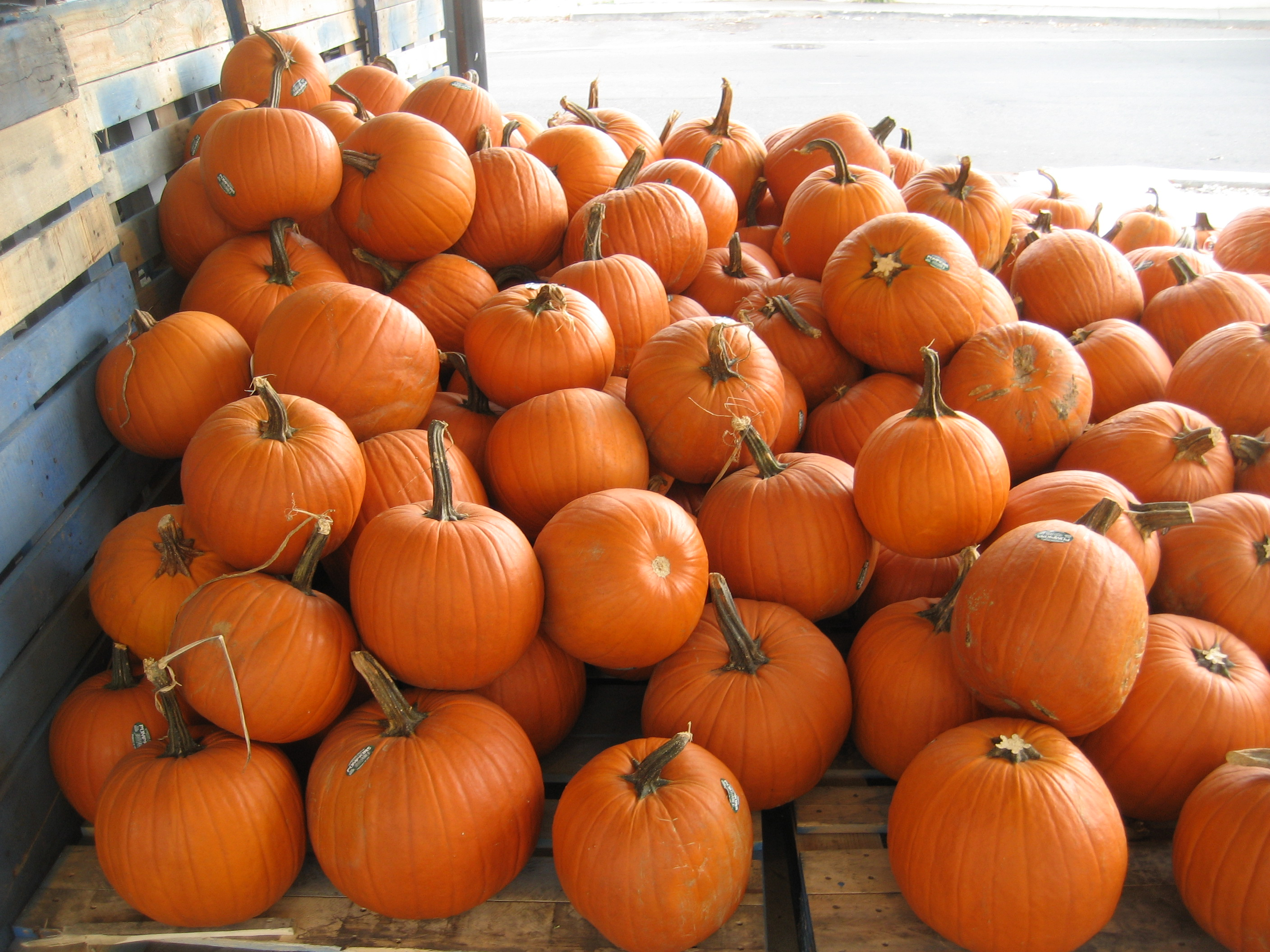
Kürbisse (Cucurbita)